# Intruzivne stijene
Intruzivna stijena nastaje kada magma prodire kroz postojeću stijenu, pri čemu se ispod površine hlađenjem kristalizira i skrutnjava, formirajući pritom magmatske intruzije kao što su batolit, dajk, sklad, lakolit i vulkanski čep.
Intruzija je jedan od dva načina formiranja magmatskih stijena; drugi način je ekstruzija, kao primjerice vulkanska erupcija. Intruziju čini bilo kakvo tijelo intruzivne magmatske stijene nastalo hlađenjem i skrutnjavanjem magme u Zemljinoj kori. Ekstruzija se, nasuprot intruziji, sastoji od ekstruzivne stijene koja nastaje iznad površine Zemljine kore. 
Neki geolozi koriste pojam plutonske stijene kao istoznačne s pojmom intruzivnih stijena, dok drugi intruzivne stijene dalje klasificiraju prema veličini kristala u krupnozrnaste plutonske stijene (koje se u pravilu formiraju dublje unutar Zemljine kore u batolit ili štok i srednjezrnaste subvulkanske ili hipoabisalne stijene (koje u se u Zemljinoj kori u pravilu oblikuju na većoj visini kao dajkovi i skladovi).